# StadtCenter Düren

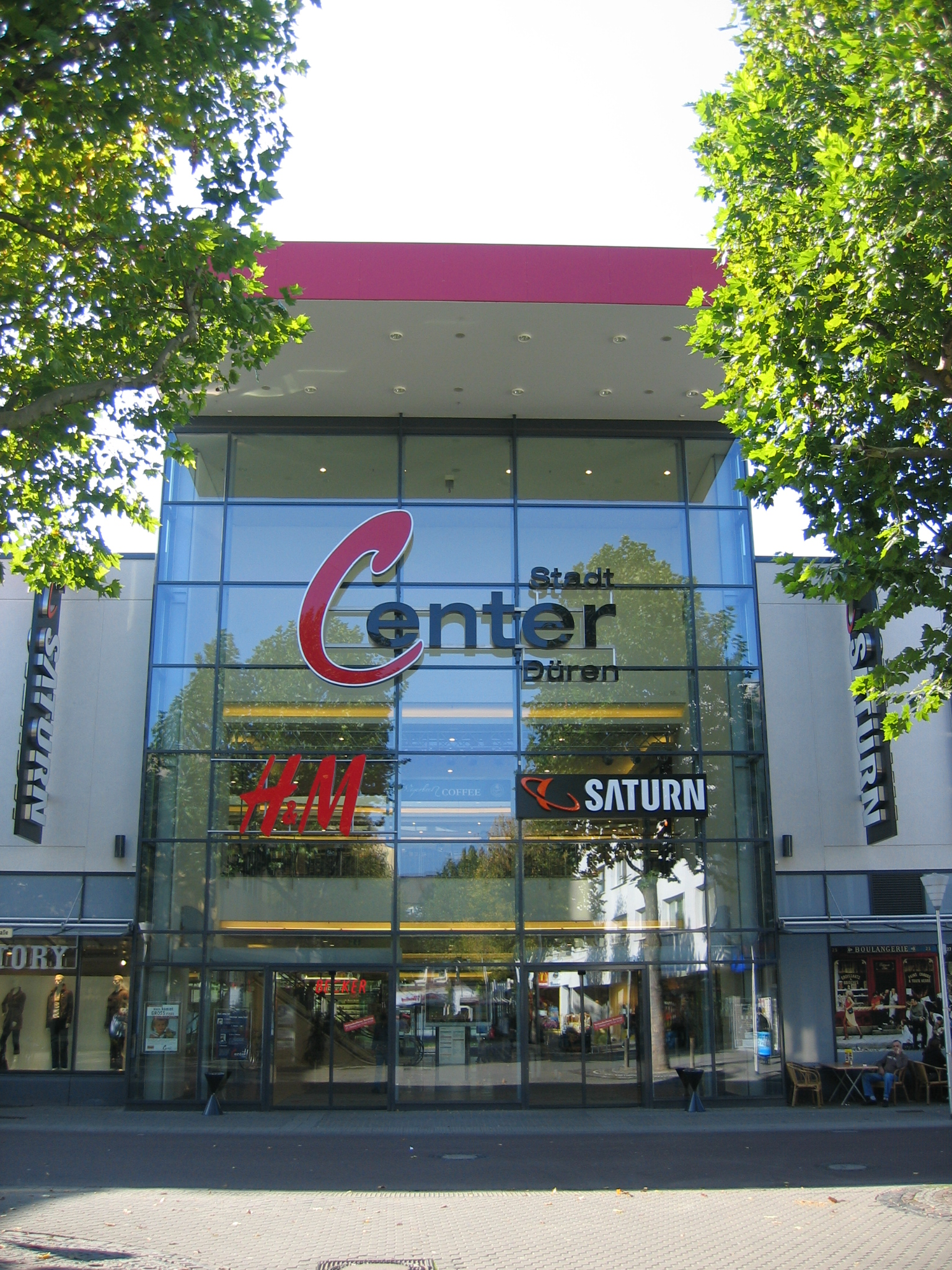
StadtCenter Düren

Het StadtCenter Düren is een winkelcentrum met meerdere verdiepingen in het stadscentrum van de Kreisstaft Düren inNoordrijn-Westfalen. Het winkelcentrum biedt onderdak aan 54 winkels. 

## Ligging
Het StadtCenter met een oppervlakte van 17.800 m² is goed bereikbaar. Het ligt op een paar minuten afstand van Station Düren, vele buslijnen stoppen direct bij het complex en het complex beschikt over een parkeerdek met 310 parkeerplaatsen, wat de eerste parkeergarage in Düren was. Het complex grenst aan de winkel van C&A.  

## Geschiedenis
Voor de bouw van het complex moesten diverse gebouwen afgebroken worden. Er waren grote discussies over de kap van een aantal bomen, waaronder een ceder. De noodzakelijke kap van bomen en de sloop van het evangelisch gemeenschapscentrum waren de aanleiding voor het eerste burgerinitiatief in de stad Düren. In de aanloop naar het burgerinitiatief waren er protesten. Na het verkiezingen werd manipulatie bewezen, die in één zaak geleid heeft tot een veroordeling. Het burgerinitiatief mocht niet baten, maar de ceder, een natuurmonument, werd geïntegreerd in het buitenterrein. De opening van het centrum, naar een ontwerp van architectenbureau Chapman Taylor, vond plaats op 8 september 2005 na slechts één jaar bouwen. 

## Gebruik
De ankerhuurders in het centrum zijn Saturn (3500 m² winkelruimte) en H&M (2000 m² winkelruimte). 

## Eigendom en beheer
Begin 2017 werd het complex door CBRE Global Investors voor € 70 miljoen verkocht aan de Frankfurtse investeringsmaatschappij Union Investment. Het centrum wordt beheerd door Bilfinger Real Estate uit Neu-Isenburg am Main.  